# Limenitis aethalia
Limenitis aethalia är en fjärilsart som beskrevs av Felder 1876. Limenitis aethalia ingår i släktet Limenitis och familjen praktfjärilar. Inga underarter finns listade i Catalogue of Life.